# 红叶银莲花
红叶银莲花（学名：Anemone erythrophylla）为毛茛科银莲花属的植物，是中国的特有植物。分布在中国大陆的四川等地，生长于海拔2,100米至2,700米的地区，多生在山地阴湿处。